# Estación Hoshigaoka
La estación Hoshigaoka (星ヶ丘駅 Hoshigaoka-eki?) de la Línea Higashiyama, es operada por el Buró de transporte de la ciudad de Nagoya, y está identificada como H-18. Se encuentra ubicada en el barrio de Inoue, Chikusa, en la ciudad de Nagoya, prefectura de Aichi, Japón. La estación abrió el 30 de marzo de 1967. 
Presenta una tipología de andén central o isla, y cuenta con 6 accesos, como así también escaleras mecánicas y ascensor.

## Otros medios
- Bus de Nagoya
  - Líneas: 1, 2, 11, 12 y 13

## Sitios de interés
- Universidad Sugiyama Jogakuen
- Hoshigaoka Terrace
- Centro comercial de Hoshigaoka
- Oficina de correos de Hoshigaoka
- Hospital Sugita
- Parque Heiwa
- Colegio municipal de Hoshigaoka (primaria y secundaria)
- Escuela técnica Higashiyama de la prefectura de Aichi
- Parque Higashiyama
  - Zoológico y Jardín Botánico Higashima
  - Higashiyama Sky Tower
  - Biblioteca pública de Chikusa
- Centro deportivo de Chikusa

## Imágenes

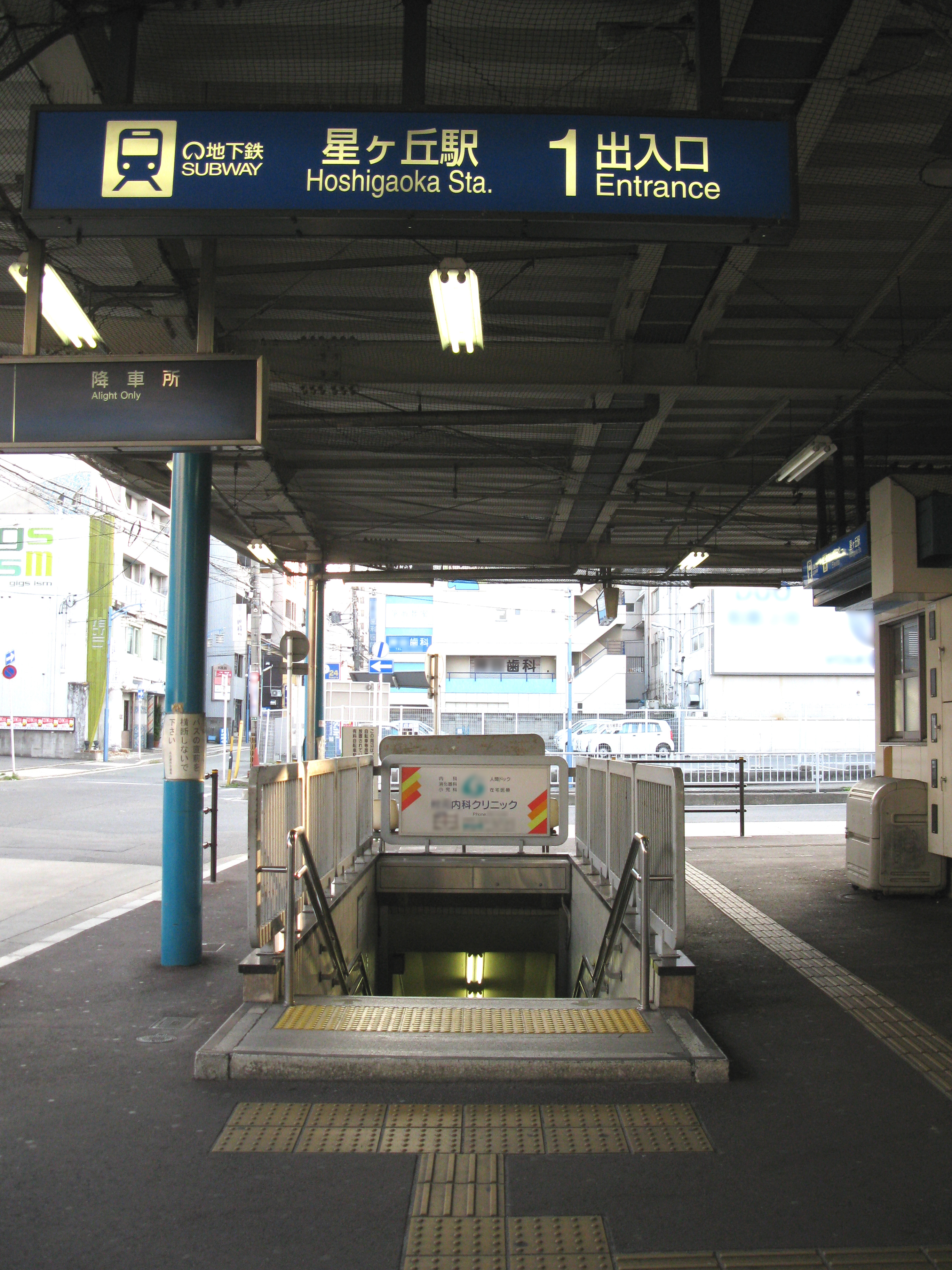
Acceso N° 1.
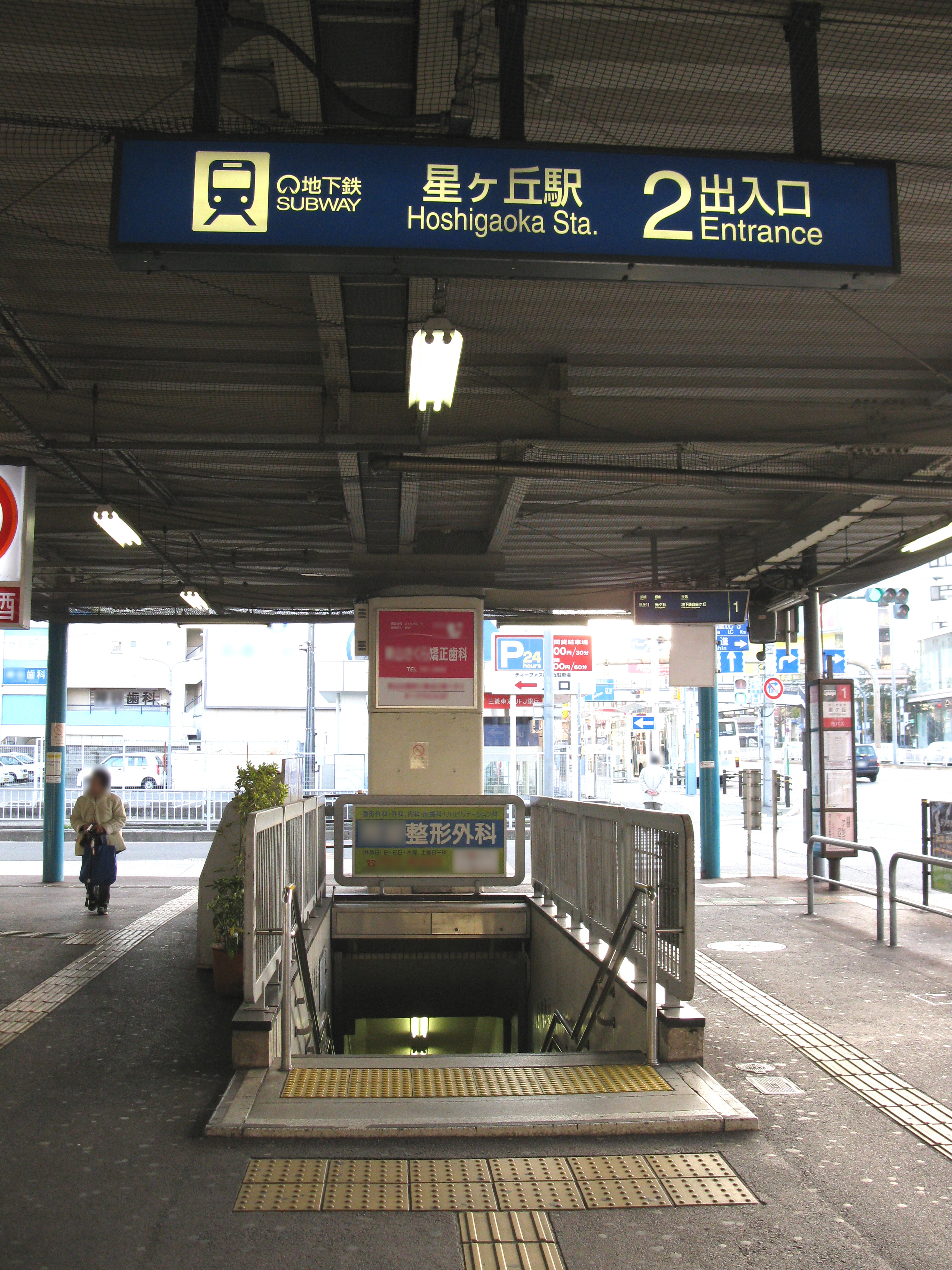
Acceso N° 2.
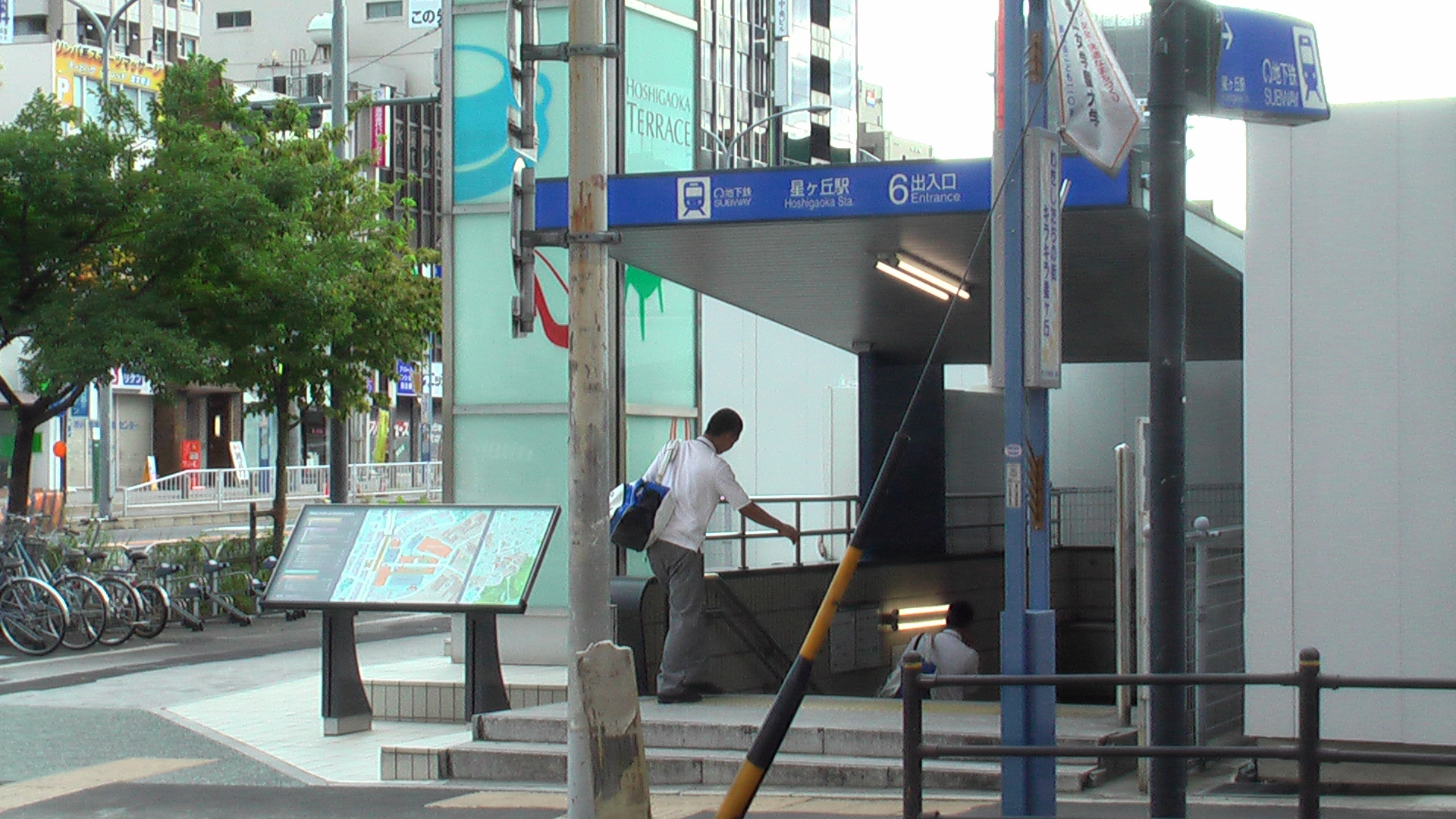
Acceso N° 6.
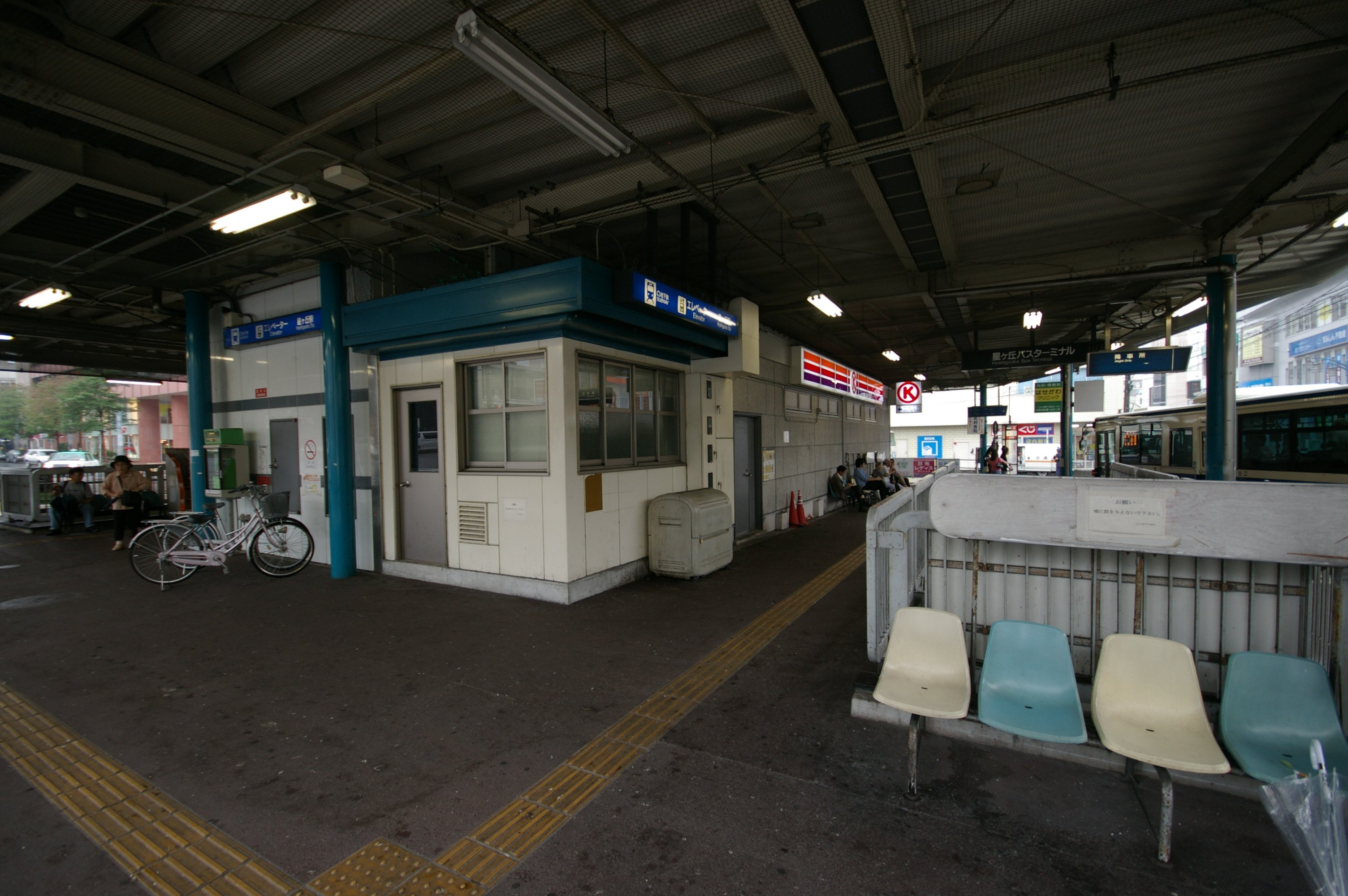
Ascensor.